# Bitis rhinoceros
Bitis rhinoceros é uma espécie de víbora endêmica da África Ocidental. Como todas as víboras, é venenosa.

## Descrição

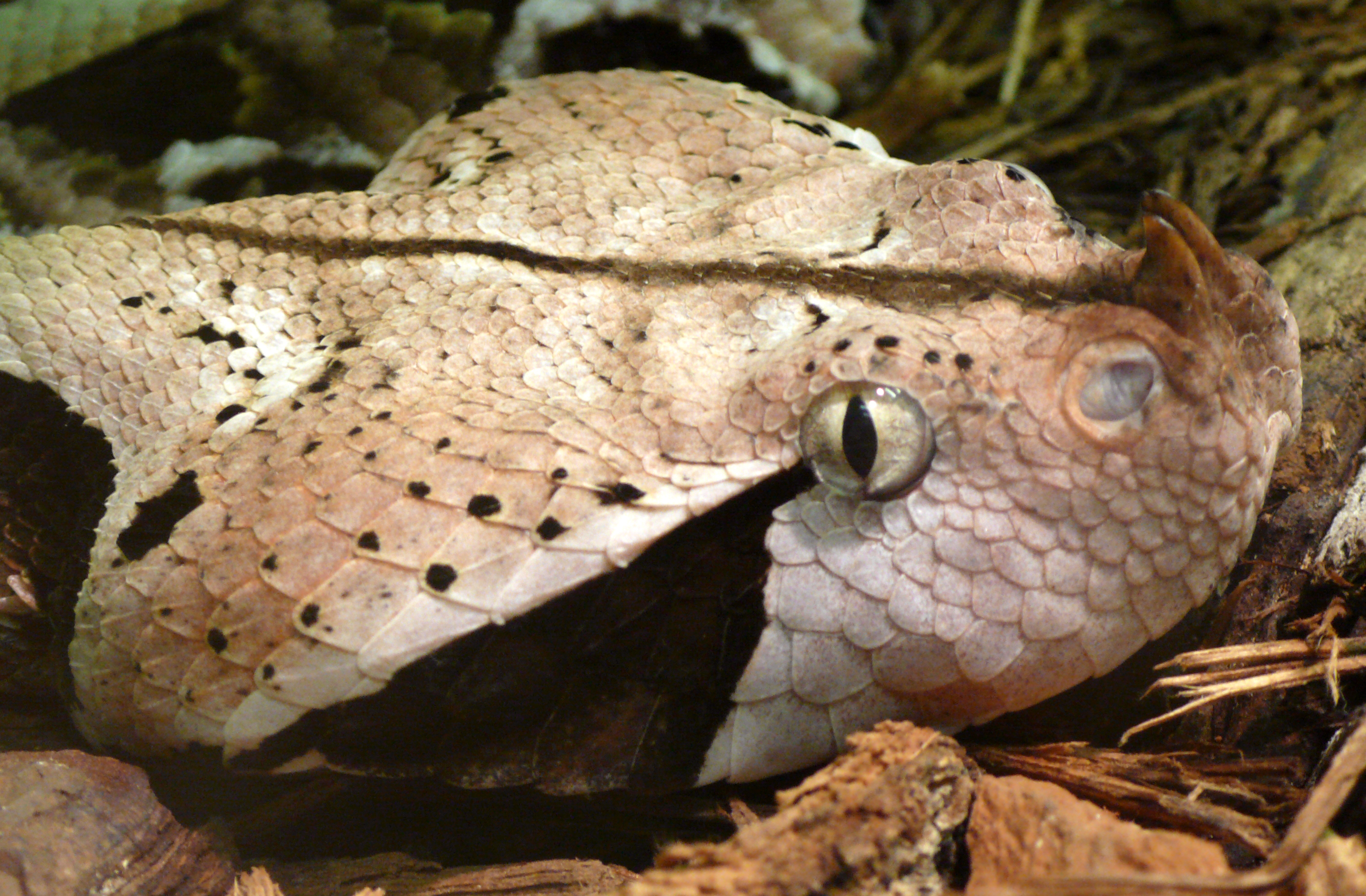
Vista aproximada da cabeça

Bitis rhinoceros possui um conjunto distinto de escamas nasais alargadas que se assemelham a um par de chifres no nariz. Essa característica é compartilhada com uma espécie próxima, B. nasicornis. No entanto, B. nasicornis apresenta um padrão de cores mais vívido e uma cabeça mais estreita. B. gabonica é, em geral, um pouco menor que B. rhinoceros. Além disso, em B. g. gabonica, a marcação triangular escura que se estende do olho até o canto da boca é dividida. Em B. rhinoceros, ela não é dividida.

## Distribuição geográfica
B. rhinoceros é encontrada na África Ocidental, de Togo a oeste até a Guiné e possivelmente até a Guiné-Bissau, incluindo os países intermediários (Gana, Costa do Marfim, Libéria e Serra Leoa).
De acordo com Spawls e Branch (1995), Gana e Togo representam o limite leste da distribuição desta espécie, onde ela começa a se intergraduar com B. gabonica. O mapa de distribuição fornecido por eles indica que a área geral de B. rhinoceros não inclui Togo, mas há pelo menos um registro de um espécime encontrado lá. A distribuição de B. rhinoceros agora inclui a Nigéria. Residentes de Ota, uma pequena comunidade no estado de Ogun, no sudoeste da Nigéria, avistaram um exemplar em 2022. Togo, junto com Benim e pelo menos o leste de Gana, faz parte de uma região maior conhecida como Corredor do Daomé, uma área relativamente seca que separa as florestas tropicais da África Ocidental das da África Central.